# Nepenthes clipeata
Espèce
Statut de conservation UICN

 CR A2ad : 
En danger critique
Statut CITES
Nepenthes clipeata est une plante insectivore originaire du Mont Kelam à Bornéo. Elle pousse à une altitude d'environ 700 m.

## Morphologie
L'espèce reste relativement petite et ne dépasse pas les 2 m de long. Ses urnes peuvent toutefois être de grande taille et atteindre 30 cm de haut.

## État de conservation
Népenthès clipeata est très menacé dans son habitat naturel. L'UICN classe cette espèce en danger critique d'extinction. Un projet pour la survie du Nepenthes clipeata (NCSP) a été mise en place par International Carnivorous Plant Society afin de faciliter sa conservation.